# Partij Vrij Almelo
De Partij Vrij Almelo (PVA) is een lokale politieke partij in Almelo, die sinds de verkiezingen van 3 maart 2010 vertegenwoordigd is in de Almelose gemeenteraad.
Fractievoorzitter is Harry de Olde, die eerder actief was voor de Boerenpartij, Binding Rechts, de Centrumdemocraten, de Lijst Pim Fortuyn en Nieuw Rechts. Het in 2010 tweede verkozen raadslid, Gerwin Kamphuis, werd in mei 2010 na een meningsverschil geroyeerd, en nam daarna op eigen titel zitting in de raad.
Bij de gemeenteraadsverkiezingen van 2014 op 19 maart behield de partij één zetel. Bij de gemeenteraadsverkiezingen van 2018 op 21 maart won de partij er weer een zetel bij. In juli vertrok Wim Weinreder uit de partij en ging hij door als eenmansfractie.
Bij de gemeenteraadsverkiezingen van 2022 op 16 maart won de PVA twee zetels in de Almelose gemeenteraad die werden ingenomen door De Olde en Marcel Middelkamp. Middelkamp werd op 20 april 2024 uit de partij gezet, omdat hij had geweigerd een brief te ondertekenen waarin stond dat er altijd eerst overleg moest zijn met de fractievoorzitter. Hierdoor ging ook hij verder als eenmansfractie.

## Verkiezingsuitslagen
De partij heeft bij verschillende verkiezingen de volgende resultaten behaald:
| Jaar | Stemmen | %    | Zetels |
| ---- | ------- | ---- | ------ |
| 2010 | 1.579   | 5,9% | 2 / 35 |
| 2014 | 1.163   | 4,4% | 1 / 35 |
| 2018 | 1.604   | 5,6% | 2 / 35 |
| 2022 | 1.271   | 5,0% | 2 / 35 |